# Mount Tennant
Mount Tennant (in Argentinien Monte Lucía) ist ein 690 m hoher und markanter Berg im Norden der Rongé-Insel vor der Danco-Küste des Grahamlands auf der Antarktischen Halbinsel.
Teilnehmer der Belgica-Expedition (1897–1899) unter der Leitung des belgischen Polarforschers Adrien de Gerlache de Gomery entdeckten ihn 1898. Die Besatzung der HMS Snipe benannten ihn im Januar 1948 nach Vizeadmiral William George Tennant (1890–1963), damaliger Kommandant des nordamerikanischen Flottenverbands der Royal Navy. Der Hintergrund der argentinischen Benennung ist nicht überliefert.